# Xã Nine Mile Prairie, Quận Callaway, Missouri
Xã Nine Mile Prairie (tiếng Anh: Nine Mile Prairie Township) là một xã thuộc quận Callaway, tiểu bang Missouri, Hoa Kỳ. Năm 2010, dân số của xã này là 790 người.